# Jopay Paguía
Diofanny Jane Paguia (3 de enero de 1983, Manila), más conocida como Jopay Paguia, es una actriz y cantante de música dance filipina. Es miembro de la agrupación SexBomb Girls y aparece en la Daisy Siete.

## Álbumes
- (together with the SexBomb Girls) (Junto con la SexBomb Girls)

- 2002: Unang Putok (4X Platinum)
- 2003: Round 2 (5X Platinum)
- 2004: Bomb Thr3at (2X Platinum)
- 2005: Sumayaw, Sumunod: The Best of the Sexbomb Girls (Platinum)
- 2006: Daisy Siete: V-DAY

Junto a SexBomb Dancers:
- 2002: Sexbomb's Sexiest Hits (Gold)

## TV Shows
- Tok Tok Tok, Isang Million Pasok Tok Tok Tok, Isang millones Pasok
- Kung Ako Ikaw Kung Ako je
- Eat Bulaga - performer - Comer Bulaga artista
- Daisy Siete - as herself Daisy Siete, como ella misma
- Etheria - Juvila Etheria - Juvila
- Encantadia: Pag-Ibig Hanggang Wakas - Juvila Encantadia: Pag - Ibig Hanggang Wakas - Juvila
- Let's Get Awww - (aired on Quality TeleVision ) Let's Get profesores - (Calidad de aire en televisión)
- Da boy en Da Girl Da Da niño es Girl
- Love to Love: Love-an O Bawi - Gemmalyn Love To Love: Love - O - Bawi Gemmalyn
- Bridges of Love

## Filmografía
- 2002: Bakit Papa
- 2002: Lastikman
- 2004: Fantastikman (junto a Grace, Rochelle, Jacky, Cynthia)